# The Princess of Patches
The Princess of Patches è un film muto del 1917 diretto da Alfred E. Green (come Al Green). Prodotto dalla Selig Polyscope Company, il film aveva come interpreti Violet De Biccari e Vivian Reed nel ruolo della protagonista.
La sceneggiatura di Gilson Willets si basa sul lavoro teatrale Princess of Patches di Mark Swan che venne presentato a Broadway al People's Theatre il 2 maggio 1898.

## Trama
Il colonnello Silverthorne si prende cura di Patches, una trovatella, e la cresce insieme ai suoi figli Lee e Juliet. Diventata grande, Patches si innamora di Jack, un commerciante di cotone che è arrivato dal Nord. Un giorno, Waggles, un vagabondo vecchio amico di Patches quando la ragazza era ancora bambina, appare con un medaglione che identifica Patches come Selma Silverthorne, l'erede della piantagione appartenuta al fratello defunto del colonnello, una proprietà che adesso dovrebbe andare in eredità a Lee e a Juliet. Lee, per difendere i propri interessi, cerca di distruggere il medaglione. Ma Waggles, il vagabondo, riesce, insieme a Jack, a mettere alle strette Judas, un sorvegliante senza scrupoli che finalmente confessa di essere stato lui l'autore del rapimento della piccola dei Silverthorne che viene definitivamente identificata in Patches.

## Produzione
Il film, prodotto dalla Selig Polyscope Company, venne girato nel Mississippi.

## Distribuzione
Distribuito dalla K-E-S-E Service, il film uscì nelle sale cinematografiche statunitensi il 22 gennaio 1917.

### Conservazione
Non si conoscono copie ancora esistenti della pellicola che viene considerata presumibilmente perduta.